# 東京都交通局30形電車
東京都交通局30形電車（とうきょうとこうつうきょく30がたでんしゃ）は、かつて東京都交通局上野懸垂線（上野モノレール）で使用された懸垂式モノレール車両である。

## 概要
1966年（昭和41年）に製造されたM形車両が老朽化して来たために、代替として日本宝くじ協会寄贈により1編成（2両）が製造され、1985年（昭和60年）4月2日より運行開始した。
「子供に夢を与える乗り物」をイメージさせるため、UFOのような外観とした。窓は更に大きく、前面・側面の面積の半分以上が窓となった。窓の下辺は車内座席の座面付近まで下げられた。運転台前面はM形に引続き逆傾斜のデザインを採用しているが、より丸みを帯びた形状である。
上野懸垂線設備更新工事に伴い、更新工事前日の1999年（平成11年）12月18日限りで運行終了、廃車となった。

## 走行機器など
制御装置はGTO素子による電機子チョッパ方式を採用した。ただし、運転速度が低いことから、ブレーキは空気ブレーキである。主チョッパ装置は、周辺機器を含めて一つの機器箱に集約されており、片方の車両の屋根上に搭載されている。
冷房装置は三菱電機製の室外機・室内機分離形のセパレート方式（CU25S形）で、能力は8.14kW（7,000 kcal/h）の装置である。冷房モードは送風、弱冷自動、強冷自動を選択可能。補助電源装置は定格容量20kVAの静止形インバータ（SIV・三相交流200V）で、負荷の大部分が冷房装置であることから、冷房機と一体形となっている。